# 东进支队办公室
东进支队办公室，又称东进支队司令部办公室、东进支队司令部旧址，位于山东省东平县接山镇常庄三村。是中华人民共和国山东省省级文物保护单位常庄民居的一部分。
东进支队司令部旧址是抗日战争时期八路军一一五师政委罗荣桓、代师长陈光工作过的地方。抗日战争时期，常庄是一个拥有几千人口的大村庄，周围筑有寨墙，寨墙内北部是马山，视野开阔，如遇情况可退可守。1985年1月，东平县人民政府公布为县重点文物保护单位。2013年，并入常庄民居，列入第四批山东省文物保护单位。